# La Ferla

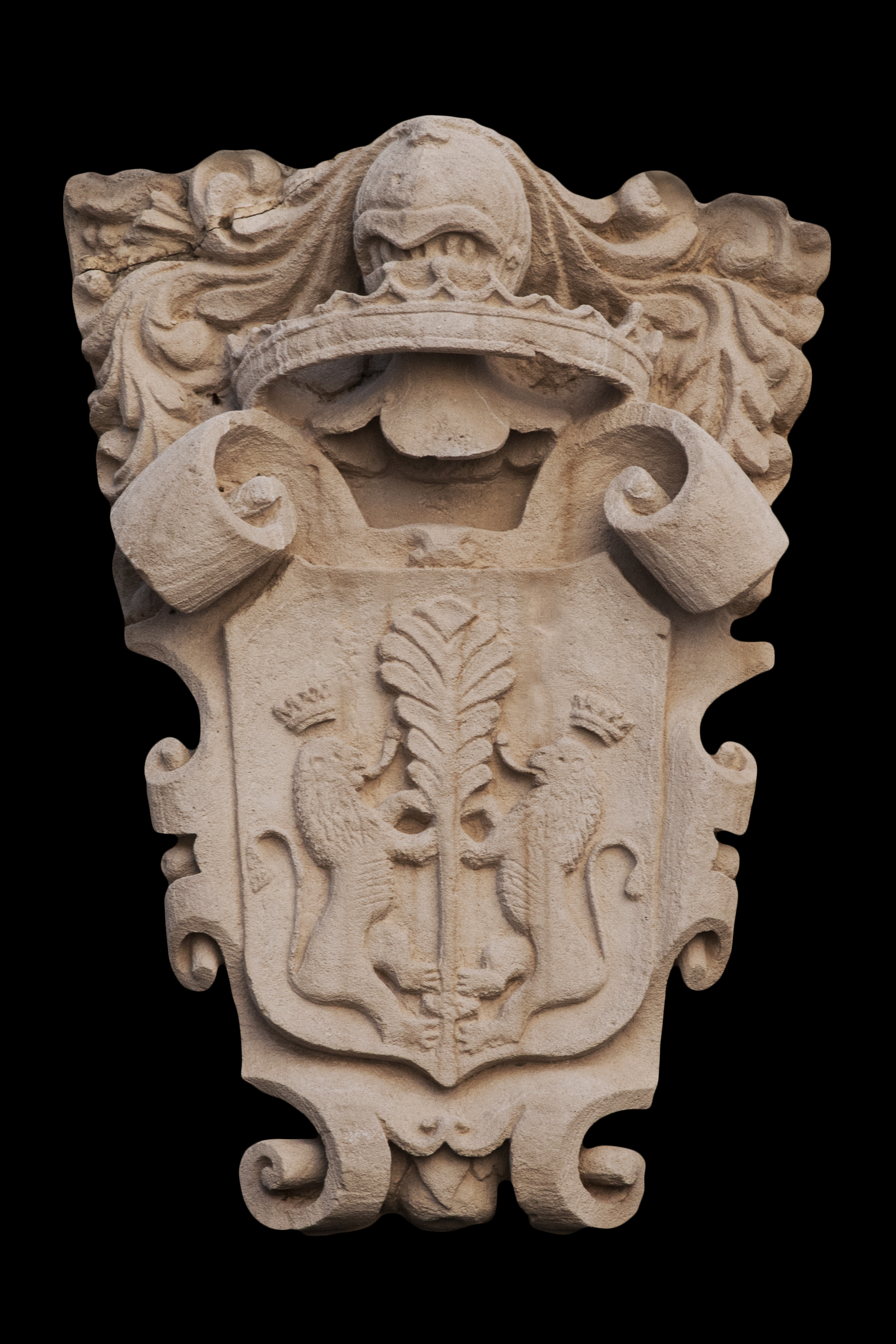
Stemma della famiglia La Ferla

I  La Ferla (o anche semplicemente Ferla) sono un'antica famiglia di origine normanna nomata Ferlè o Ferlay (come risulta da documenti medievali dell'abbazia di Saint Aubin d'Angers), venuta nel sud d'Italia e in Sicilia con gli Altavilla nell'XI secolo.

## Storia
Lo storico medievalista francese Henri Bresc, in un articolo pubblicato nel 1983 dal titolo 1282: Classes sociales et révolution nationale scrive che, all'epoca del Vespro, la nobiltà siciliana di origine normanna aveva perduto potere, fatta eccezione per le famiglie Caltagirone, Abbate, Barresi, Mazzarino, Sclafani e Ferla: 
Il testamento del nobile Miles, Iohannes de Ferula del 10 dicembre 1292, ritrovato tra le pergamene della Casa dei Principi Moncada, svela la potenza della famiglia e dei legami parentali e di alleanze con le prime famiglie di Sicilia: i de Rocca, i Pescatore, i Moncada, i Lancia, gli Alagona, i Chiaramonte, e altre.
Lando de Ferula (o La Ferla), figlio di Iohannes, riceve in data 10 gennaio 1345 dalla cugina nobildonna Lukina Pescatore e de Rocca, moglie del Conte Guglielmo Raimondo Moncada Senior (o de Montecateno), la donazione dei di lei beni stabili esistenti nella terra di Ragusa.
Un Antonio La Ferla viene indicato dal Mugnos tra i baroni di Siracusa nell'Adohamentum dell'anno 1343.
Altro Lando, barone di Morbano (feudo in territorio di Vizzini), nell'anno 1375 ottiene dal Re Federico IV la concessione di acquistare alcuni feudi posseduti dal nobile Guglielmo Chaula. Nello stesso anno Lando soccorre il Re Federico IV partecipando alla repressione della rivolta di Avola.

## La ribellione contro Martino I di Sicilia
Lo stesso Lando fu dichiarato ribelle dal Re di Sicilia Martino I di Sicilia nell'anno 1393. Gli furono confiscati tutti i beni stabili, compreso il feudo di Morbano che fu assegnato a Giacomo Serra con atto dell'8 ottobre 1393.
Un Lando La Ferla, dichiarato ribelle dal Re Martino, fu spogliato di tutte le concessioni e perdette le Terre e il Castello di Ferla, poi concesso a Ruggero Planellis.
Un Iohannes La Ferla, anche lui dichiarato ribelle dal Re Martino, subì la confisca delle Saline, Caricatore, Terre e Castello di Eraclea (Gela, poi Terranova), in data 2 maggio 1392, concessi successivamente alla famiglia catalana de Planellis.

## I rami
- Da quest'ultimo Iohannes, signore di Eraclea e di Ferla, discendono i La Ferla-Ferla di Palazzolo Acreide con il di lui figlio Antonino, Iohannes, da questi Antonino (che viene riportato tra i cinque nobili di Palazzolo nel rivelo dell'anno 1548). Segue Laurenzo, poi Cola (Nicolao), poi Francesco, poi Giuseppe, poi Francesco, poi Giuseppe, poi Domenico, poi Giuseppe, poi Salvatore, poi Nicolò, poi Girolamo, poi Uriele, poi Girolamo Ferla, e Specchi, oggi vivente (che conserva nel suo archivio l'albero genealogico con i documenti originali delle ultime nove generazioni) e i suoi figli Laura, Uriele e Francesco.
- Da un fratello di Antonino discende Salvatore La Ferla e Penna, che ottiene il titolo di barone di Tristaino nel novembre dell'anno 1777 dal Viceré di Sicilia, Marcantonio Colonna, Principe di Stigliano. Da lui Mariano, poi Salvatore e tutte le altre generazioni fino ad oggi presenti a Palazzolo e Catania che qui non si riportano.
- Dal dominus Lando, barone di Morbano, discendono i La Ferla di Noto e Lentini. Troviamo a Noto un nobile Blasco, il cui figlio Pietro si trasferisce nel 1461 a Lentini per matrimonio. Da questi discendono Iohannes, poi Antonino, poi Francesco, poi Antonino, poi Francesco, poi Berto, poi Iacobo, poi Mario, poi Iacobo, trasferitosi dopo il 1693 ad Augusta, dal quale discendono tutti i La Ferla, oggi presenti in Augusta, che qui non si riportano.

## Lo stemma

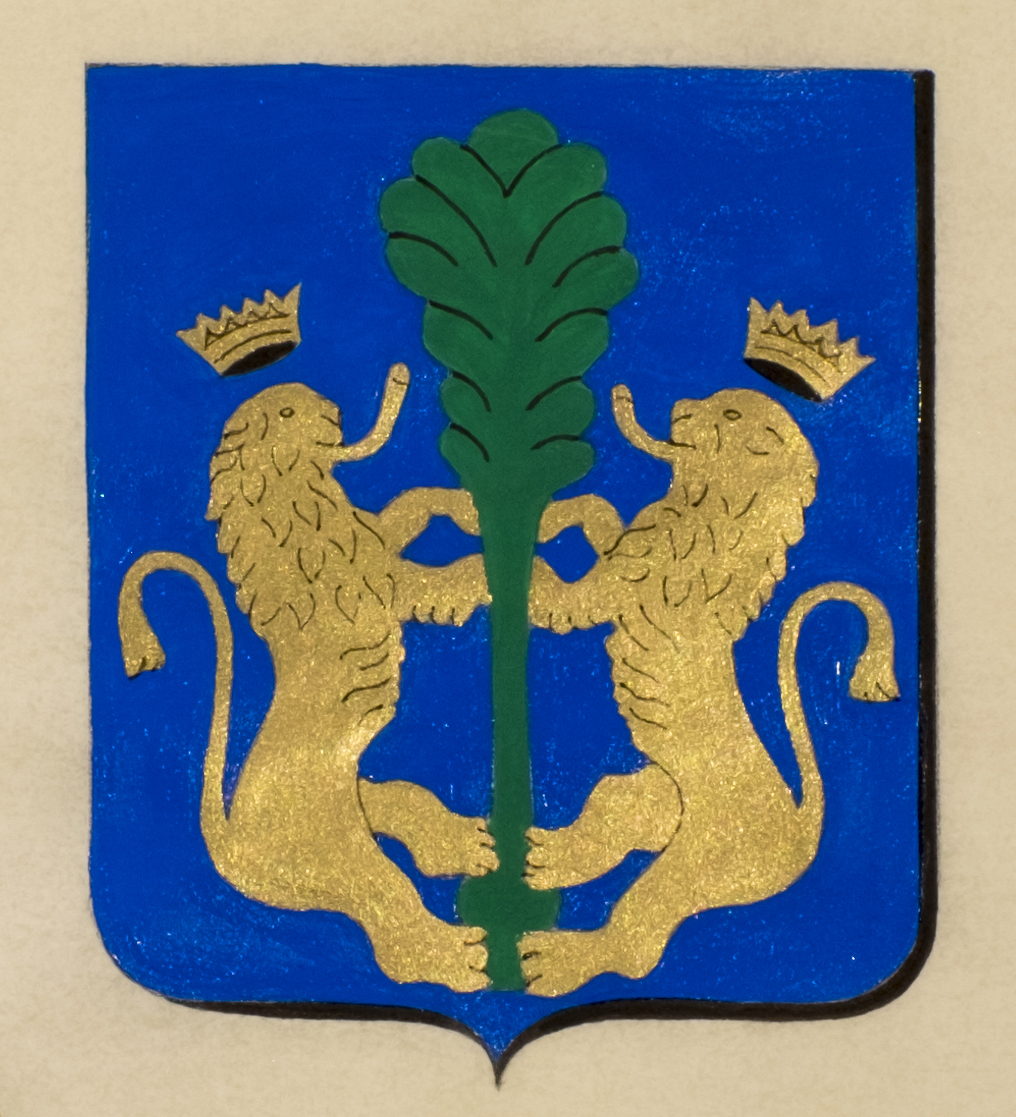

Spiega per Arme due leoni d'oro, coronati all'antica, affrontati e controrampanti alla pianta di ferula al naturale, in campo azzurro.

## Notazioni sul nome dato a Ferla
Studiosi e storici avevano in passato supposto che il nome, attribuito al paese di Ferla, derivasse dalla pianta botanica denominata comunemente con nome latino ferula, presente nel comprensorio circostante il centro abitato. Tale supposizione viene ad essere definitivamente smentita una volta conosciuto quanto dichiarato da Iohannes de Ferula nel suo testamento del 1292.   
Non è, e non può essere, una pura coincidenza il fatto che l’allora Signore della cittadina di Ferla avesse cognome omonimo e recasse nell’Arme di famiglia una pianta di ferula al naturale, sostenuta da due leoni affrontati e controrampanti. La scienza araldica  ci svela in modo palese quale sia il significato da attribuire alle figure presenti nello scudo dell’arme: la ferula (presente al centro dello scudo) manifesta simbolicamente il potere temporale e spirituale dei Papi, mentre i leoni rampanti rappresentano la forza e il coraggio della famiglia nel sostenere il potere dei Papi. 
Qui la pianta ha un valore simbolico, che prescinde dal significato prettamente botanico. Quindi alla luce della recente conoscenza del testamento di Iohannes de Ferula è da considerare definitivamente tramontata la credenza che il nome della cittadina di Ferla potesse farsi derivare dalla presenza dell’omonima pianta botanica nella campagna circostante il paese.
L'arme gentilizia della famiglia La Ferla rappresenta, per i due quarti, lo stemma municipale del Comune di Ferla.